# 嶋居哲
嶋居 哲（島居、しますえ てつ、1887年1月1日 - 1979年3月29日）は、日本の政治家。衆議院議員（2期）。

## 経歴
広島県出身。1909年、大阪高等商業学校卒。のち京都帝国大学独法科で学ぶ。その後、尾道市会議員、同議長、鉄道大臣秘書官となる。また、尾道電燈、尾道鉄道、広島農産各(株)取締役、尾道自動車(株)社長、備南銀行頭取、島居商店、島居電機(株)取締役社長、嶋居薬品、嶋居薬局各社長、中国薬品卸連合会会長を務めた。
1924年の第15回衆議院議員総選挙において広島3区(尾道市)から立憲政友会公認で立候補して当選。1928年の第16回衆議院議員総選挙では広島3区(中選挙区)から立候補して再選した。衆議院議員を2期務めた。1930年の第17回衆議院議員総選挙には出馬しなかった。1979年死去。